# Campeonato de Eslovenia de Ciclismo Contrarreloj
Los Campeonatos de Eslovenia de Ciclismo Contrarreloj se organizan anual e ininterrumpidamente desde el año 1991 para determinar el campeón ciclista de Eslovenia de cada año, en la modalidad. 
El título se otorga al vencedor de una única carrera, en la modalidad de Contrarreloj individual. El vencedor obtiene el derecho a portar un maillot con los colores de la bandera eslovena hasta el campeonato del año siguiente, solamente cuando disputa pruebas contrarreloj.
Sucedió muchas veces en ambos eventos (carreras en ruta y contrarreloj), que los corredores U23 marcaron mejores tiempos que los corredores Élite, que salen y compiten al mismo tiempo. Kristijan Koren marcó los mejores tiempos absolutos en la contrarreloj (2006, 2007), pero solo fue campeón nacional sub-23, y lo mismo con Blaž Jarc en la carrera en ruta (2009). Llegó a la confusión quién es el campeón nacional real, es por eso que el ciclismo esloveno comité decidió cambiar la regla. Desde 2010 se simplifican las reglas, quien cruza primero la línea de meta se convierte en el campeón nacional (Élite) absoluto, sin importar quién sea primero, segundo, tercero... etc.

## Palmarés

### Hombres
|}
| Gregor Gazvoda | Jan Tratnik | Tadej Pogačar | Primož Roglič |
| -------------- | ----------- | ------------- | ------------- |
| 100x           | 100x        | 100x          | 100x          |
| 5 títulos      | 4 títulos   | 3 títulos     | 1 título      |

| Año                      | Anfitrión              | Distancia              | Ganador                                     | Segundo                                    | Tercero                                    |                        |
| 13 de octubre de 1991    | Nova Gorica            | 40.8 km                | Marko Baloh (Merx Celje)                    | Sandi Papež (KD Krka)                      | Igor Bertoncelj (Sava Kranj)               | [ 1 ]                  |
| 1992                     | no organizado este año | no organizado este año | no organizado este año                      | no organizado este año                     | no organizado este año                     | no organizado este año |
| 16 de octubre de 1993    | Podčetrtek             | 42 km                  | Sašo Sviben (KD Krka)                       | Robert Pintarič (Rog Ljubljana)            | Marko Baloh (Rog Ljubljana)                | [ 2 ] [ 3 ]            |
| 9 de octubre de 1994     | Kozje                  | 44 km                  | Robert Pintarič (Rog Ljubljana)             | Borut Rovšček (Sava Kranj)                 | Sašo Sviben (Rog Ljubljana)                | [ 4 ] [ 5 ]            |
| 3. junio 1995            | Kranj                  | 40 km                  | Robert Pintarič (Rog Ljubljana)             | Brane Ugrenovič (KD Krka)                  | Boris Premužič (Rog Ljubljana)             | [ 6 ] [ 7 ]            |
| 29 de junio de 1996      | Novo mesto             | 22.7 km                | Robert Pintarič (Rog Ljubljana)             | Sašo Sviben (Rog Ljubljana)                | Boris Premužič (Rog Ljubljana)             | [ 8 ]                  |
| 27 de septiembre de 1997 | Kranj                  | 40 km                  | Sašo Sviben (Radenska Rog)                  | Robert Pintarič (Radenska Rog)             | Valter Bonča (Radenska Rog)                | [ 9 ] [ 10 ]           |
| 1998                     | no organizado este año | no organizado este año | no organizado este año                      | no organizado este año                     | no organizado este año                     | no organizado este año |
| 25 de junio de 1999      | Ptuj                   | 48.6 km                | Branko Filip (Gerolsteiner)                 | Saša Sviben (Perutnina Ptuj Radenska Rog)  | Kristjan Mugerli (De Nardi–Pasta)          | [ 11 ] [ 12 ]          |
| 22 de junio de 2000      | Zagreb                 | n/a                    | Valter Bonča (Bosch Hausgeräte)             | Mitja Mahorič (KRKA-Telekom Slovenije)     | Igor Kranjec (KRKA-Telekom Slovenije)      | [ 14 ]                 |
| 29 de junio de 2001      | Lenart                 | 36,5 km                | Mitja Mahorič (KRKA-Telekom Slovenije)      | Sašo Sviben (Stabil-Steiermark)            | Boris Premužič (KRKA-Telekom Slovenije)    | [ 15 ]                 |
| 2002                     | no organizado este año | no organizado este año | no organizado este año                      | no organizado este año                     | no organizado este año                     | no organizado este año |
| 27 de junio de 2003      | Tišina                 | 40 km                  | Mitja Mahorič (Perutnina Ptuj)              | Valter Bonča (Perutnina Ptuj)              | Dean Podgornik (Perutnina Ptuj)            | [ 16 ]                 |
| 25 de junio de 2004      | Solkan                 | 37 km                  | Dean Podgornik (Tenax)                      | Gregor Gazvoda (Perutnina Ptuj)            | Boris Premužič (Sava Kranj)                | [ 17 ]                 |
| 19. junij 2005           | Solkan                 | 36,4 km                | Gregor Gazvoda (Perutnina Ptuj)             | Valter Bonča (Sava)                        | Dean Podgornik (Tenax–Nobili Rubinetterie) | [ 18 ] [ 19 ]          |
| 8 de octubre de 2006     | Solkan                 | 37,6 km                | Kristjan Fajt ((Radenska–PowerBar)          | David Tratnik (Radenska–PowerBar)          | Matej Gnezda (Radenska–PowerBar)           | [ 22 ]                 |
| 25 de junio de 2007      | Solkan                 | 37,9 km                | Gregor Gazvoda (Perutnina Ptuj)             | Matej Mugerli ((Liquigas)                  | Dean Podgornik (MapaMap-BantProfi)         | [ 26 ] [ 27 ]          |
| 25 de junio de 2008      | Solkan                 | 37.9 km                | Gregor Gazvoda (Perutnina Ptuj)             | Kristjan Koren (Perutnina Ptuj)            | Jure Zrimšek (Adria Mobil)                 | [ 28 ]                 |
| 25 de junio de 2009      | Solkan                 | 37,9 km                | Janez Brajkovič (Astana)                    | Gregor Gazvoda (EQA–Meitan Hompo–Graphite) | Kristjan Koren (Bottoli Nordelettrica)     | [ 30 ]                 |
| 25 de junio de 2010      | Solkan                 | 36,7 km                | Gregor Gazvoda (Arbö KTM–Gebrüder Weiss)    | Kristjan Koren (Liquigas–Doimo)            | Borut Božič (Vacansoleil)                  | [ 31 ] [ 32 ]          |
| 26 de junio de 2011      | Solkan                 | 37,9 km                | Janez Brajkovič (Team RadioShack)           | Robert Vrečer (Obrazi Delo Revije)         | (posteriormente anulado)                   | [ 34 ]                 |
| 8 de junio de 2012       | Ljubljana              | 37,4 km                | Robert Vrečer (Team Vorarlberg)             | Gregor Gazvoda (Ag2r–La Mondiale)          | Jan Polanc (Radenska)                      | [ 35 ]                 |
| 7 de junio de 2013       | Ljubljana              | 37,2 km                | Klemen Štimulak (Adria Mobil)               | Matej Mugerli (Adria Mobil)                | Kristjan Fajt (Adria Mobil)                | [ 36 ]                 |
| 6 de junio de 2014       | Ljubljana              | 36 km                  | Gregor Gazvoda (Gebrüder Weiss–Oberndorfer) | Klemen Štimulak (Adria Mobil)              | Blaž Jarc (NetApp–Endura)                  | [ 37 ]                 |
| 12 de junio de 2015      | Ljubljana              | 44 km                  | Jan Tratnik (Amplatz–BMC)                   | Klemen Štimulak (Adria Mobil)              | Gregor Gazvoda (Kinan Cycling Team)        | [ 38 ] [ 39 ]          |
| 10 de junio de 2016      | Ljubljana              | 44 km                  | Primož Roglič (LottoNL–Jumbo)               | Matej Mohorič (Lampre–Merida)              | Rok Korošec (Radenska–Ljubljana)           | [ 40 ] [ 41 ]          |
| 9 de junio de 2017       | Ljubljana              | 44 km                  | Jan Polanc (UAE Team Emirates)              | Gregor Gazvoda (Adria Mobil)               | Izidor Penko (Rog–Ljubljana)               | [ 42 ]                 |
| 8 de junio de 2018       | Ljubljana              | 44 km                  | Jan Tratnik (CCC–Sprandi–Polkowice)         | Tadej Pogačar (UAE Team Emirates)          | Izidor Penko (Ljubljana Gusto Xaurum)      | [ 43 ]                 |
| 7 de junio de 2019       | Ljubljana              | 44 km                  | Tadej Pogačar (UAE Team Emirates)           | Matej Mohorič (Bahrain–Merida)             | Jan Tratnik (Bahrain–Merida)               | [ 44 ]                 |
| 28 de junio de 2020      | Pokljuka               | 15,7 km                | Tadej Pogačar (UAE Team Emirates)           | Primož Roglič (Team Jumbo–Visma)           | Jan Polanc (UAE Team Emirates)             | [ 45 ] [ 46 ]          |
| 17 de junio de 2021      | Koper                  | 31,5 km                | Jan Tratnik (Team Bahrain Victorious)       | Jan Polanc (UAE Team Emirates)             | Tadej Pogačar (UAE Team Emirates)          | [ 47 ]                 |
| 23 de junio de 2022      | Karteljevo             | 28,8 km                | Jan Tratnik (Team Bahrain Victorious)       | Matej Mohorič (Team Bahrain Victorious)    | Jan Polanc (UAE Team Emirates)             | [ 49 ]                 |
| 22 de junio de 2023      | Pokljuka               | 15,7 km                | Tadej Pogačar (UAE Team Emirates)           | Marko Pavlič (mebloJOGI Pro-concrete)      | Anže Skok (Ljubljana Gusto Santic)         | [ 50 ]                 |
| 20 de junio de 2024      | Trebnje                | 30.1 km                | Matej Mohorič (Plantilla:UCI team code)     | Matevž Govekar (Plantilla:UCI team code)   | Jaka Primožič (Plantilla:UCI team code)    | [ 51 ] [ 52 ]          |
| 27 de junio de 2025      | Celje                  | 29 km                  | Mihael Štajnar (Pogi Team Gusto Ljubljana)  | Matic Žumer (Plantilla:UCI team code)      | Timotej Bavec (Ribno Alpine Resort Bled)   | [ 53 ]                 |

### Mujeres
| Tjaša Rutar | Eugenia Bujak | Urška Žigart |
| ----------- | ------------- | ------------ |
| 100x        | 100x          | 60x          |
| 5 títulos   | 4 títulos     | 4 títulos    |

| Año                   | Anfitrión                          | Distancia                          | Ganadora                               | Segundo                                     | Tercero                                 |                                    |
| 13 de octubre de 1991 | Nova Gorica                        | 13,6 km                            | Kristan (AS Astra VT)                  | Marjeta Sajevec (KD Krka)                   | Marija Trobec (KK Soča)                 | [ 1 ]                              |
| 1992 – 1993           | no organizado durante este período | no organizado durante este período | no organizado durante este período     | no organizado durante este período          | no organizado durante este período      | no organizado durante este período |
| 9 de octubre de 1994  | Kozje                              | 16,5 km                            | Vida Uršič (Stop Team)                 | Minka Logonder (Proloco Scott)              | Marjeta Sajevec (KD Krka)               | [ 5 ]                              |
| 3 de junio de 1995    | Kranj                              | 20 km                              | Minka Logonder (Proloco Scott)         | Krebs (Avs)                                 | Vida Uršič (Stop Team)                  | [ 7 ]                              |
| 29 de junio de 1996   | Novo mesto                         | 14 km                              | Minka Logonder (Proloco Scott)         | Vida Uršič (Stop Team)                      | Marjeta Sajevec (KD Krka)               | [ 8 ]                              |
| 1997 – 2005           | no organizado durante este período | no organizado durante este período | no organizado durante este período     | no organizado durante este período          | no organizado durante este período      | no organizado durante este período |
| 8 de octubre de 2006  | Solkan                             | 13 km                              | Katja Šorli (Brda Dobrovo)             | Jelka Rakuš (Bambi AU2)                     | Maja Štangelj (Adria Mobil)             | [ 54 ]                             |
| 25 de junio de 2007   | Solkan                             | 18 km                              | Jelka Rakuš (Bam.bi BI-A2U)            |                                             |                                         | [ 56 ] [ 24 ]                      |
| 25 de junio de 2008   | Solkan                             | 18 km                              | Tjaša Rutar (Postojna)                 | Katja Šorli (Brda Dobrovo)                  | Ajda Opeka (Postojna)                   | [ 57 ] [ 58 ]                      |
| 25 de junio de 2009   | Solkan                             | 18 km                              | Tjaša Rutar (Klub Polet Garmin)        | Polona Batagelj (Pedale Castellano)         | Alenka Novak (Klub Polet Garmin)        | [ 59 ] [ 60 ]                      |
| 25 de junio de 2010   | Solkan                             | 18 km                              | Tjaša Rutar (Klub Polet Garmin)        | Sigrid Corneo (Top Girls Fassa Bortolo)     | Polona Batagelj (Bizkaia–Durango)       | [ 61 ] [ 62 ]                      |
| 26 de junio de 2011   | Solkan                             | 18 km                              | Tjaša Rutar (Klub Polet Garmin)        | Polona Batagelj (Bizkaia–Durango)           | Alenka Novak (Klub Polet Garmin)        | [ 34 ] [ 63 ]                      |
| 8 de junio de 2012    | Ljubljana                          | 18,6 km                            | Tjaša Rutar (Klub Polet Garmin)        | Urša Pintar (Klub Polet Garmin)             | Sara Frece (Klub Polet Garmin)          | [ 64 ] [ 65 ]                      |
| 7 de junio de 2013    | Ljubljana                          | 18 km                              | Sara Frece (E.Leclerc–Klub Polet)      | Polona Batagelj (Diadora–Pasta Zara)        | Alenka Novak (E.Leclerc–Klub Polet)     | [ 36 ] [ 66 ]                      |
| 6 de junio de 2014    | Ljubljana                          | 18 km                              | Polona Batagelj (BTC City Ljubljana)   | Sara Frece (BTC City Ljubljana)             | Tjaša Rutar (BTC City Ljubljana)        | [ 67 ]                             |
| 12 de junio de 2015   | Ljubljana                          | 22 km                              | Polona Batagelj (BTC City Ljubljana)   | Alenka Novak (BTC City Ljubljana)           | Urša Pintar (BTC City Ljubljana)        | [ 68 ]                             |
| 10 de junio de 2016   | Ljubljana                          | 22 km                              | Urša Pintar (BTC City Ljubljana)       | Alenka Novak (n/a)                          | Urška Žigart (BTC City Ljubljana)       | [ 69 ]                             |
| 9 de junio de 2017    | Ljubljana                          | 21,2 km                            | Urša Pintar (BTC City Ljubljana)       | Polona Batagelj (BTC City Ljubljana)        | Alenka Novak (Adria Mobil)              | [ 70 ]                             |
| 8 de junio de 2018    | Ljubljana                          | 22 km                              | Eugenia Bujak (BTC City Ljubljana)     | Urša Pintar (BTC City Ljubljana)            | Polona Batagelj (BTC City Ljubljana)    | [ 43 ]                             |
| 7 de junio de 2019    | Ljubljana                          | 22 km                              | Eugenia Bujak (BTC City Ljubljana)     | Urša Pintar (BTC City Ljubljana)            | Urška Žigart (BTC City Ljubljana)       | [ 71 ]                             |
| 28 de junio de 2020   | Pokljuka                           | 15,7 km                            | Urška Žigart (Alé BTC Ljubljana)       | Blaža Klemenčič (Habitat Mountainbike Team) | Urška Bravec (Alé BTC Ljubljana)        | [ 46 ]                             |
| 17 de junio de 2021   | Koper                              | 21,2 km                            | Eugenia Bujak (Alé BTC Ljubljana)      | Urša Pintar (Alé BTC Ljubljana)             | Urška Žigart (Team BikeExchange)        | [ 72 ] [ 73 ]                      |
| 23 de junio de 2022   | Karteljevo                         | 14,4 km                            | Urška Žigart (Team BikeExchange–Jayco) | Eugenia Bujak (UAE Team ADQ)                | Urša Pintar (UAE Team ADQ)              | [ 74 ]                             |
| 22 de junio de 2023   | Pokljuka                           | 15,7 km                            | Urška Žigart (Team BikeExchange–Jayco) | Urša Pintar (BTC City Ljubljana Scott)      | Nika Bobnar (BTC City Ljubljana Scott)  | [ 50 ]                             |
| 20 de junio de 2024   | Trebnje                            | 20 km                              | Urška Žigart (Liv AlUla Jayco)         | Hana Žumer (BTC City Ljubljana Zhiraf A.)   | Ema Pirš (BTC City Ljubljana Zhiraf A.) | [ 51 ] [ 52 ]                      |
| 27 de junio de 2025   | Celje                              | 21.7 km                            | Eugenia Bujak (Cofidis))               | Urška Žigart (AG Insurance–Soudal)          | Vita Movrin                             | [ 53 ]                             |

## Estadísticas

### Más victorias
| Hombres         | Victorias | Años                          |
| --------------- | --------- | ----------------------------- |
| Gregor Gazvoda  | 5         | 2005, 2007, 2008, 2010 y 2014 |
| Jan Tratnik     | 4         | 2015, 2018, 2021 y 2022       |
| Robert Pintarič | 3         | 1994, 1995 y 1996             |
| Tadej Pogačar   | 3         | 2019, 2020 y 2023             |
| SaŠo Sviben     | 2         | 1993 y 1997                   |
| Mitja Mahorič   | 2         | 2001 y 2003                   |
| Janez Brajkovič | 2         | 2009 y 2011                   |

| Mujeres        | Victorias | Años                          |
| -------------- | --------- | ----------------------------- |
| Tjaša Rutar    | 5         | 2008, 2009, 2010, 2011 y 2012 |
| Eugenia Bujak  | 4         | 2018, 2019, 2021 y 2025       |
| Urška Žigart   | 4         | 2020, 2022, 2023 y 2024       |
| Minka Logonder | 2         | 1995 y 1996                   |
| Urša Pintar    | 2         | 2016 y 2017                   |